# آرتور آلبیستون
آرتور ریچارد آلبیستون (به انگلیسی: Arthur Richard Albiston) (زاده ۱۴ ژوئیه ۱۹۵۷) بازیکن سابق فوتبال اهل اسکاتلند است.